# Cambridgeshire County Football League
Cambridgeshire County Football League är en fotbollsliga i England som finns mellan nivå 11 och 18 i det engelska ligasystemet.
Den är uppbyggd av en högsta division kallad Premier Division och tolv underdivisioner. Nedanför Premier Division ligger Senior A och Senior B Division. Sedan delas ligan i två regionala ”stegar” som löper parallellt fem steg nedåt i systemet. Vinnaren kan ansöka om att bli uppflyttad till Eastern Counties Football League First Division.

## Mästare Premier Division
| Säsong  | Mästare                             |
| ------- | ----------------------------------- |
| 1999/00 | Over Sports                         |
| 2000/01 | Histon reserves (Uppflyttade)       |
| 2001/02 | Sawston United                      |
| 2002/03 | Sawston United FC                   |
| 2003/04 | Fulbourn Institute                  |
| 2004/05 | Fulbourn Institute FC (Uppflyttade) |
| 2005/06 | Sawston United FC                   |
| 2006/07 | Great Shelford                      |
| 2007/08 | Waterbeach                          |
| 2008/09 | Fulbourn Institute FC               |
| 2009/10 | Fulbourn Institute FC               |
| 2010/11 | Lakenheath                          |
| 2011/12 | Linton Granta                       |
| 2012/13 | Great Shelford FC                   |
| 2013/14 | Over Sport                          |
| 2014/15 | Great Shelford FC                   |
| 2015/16 | Great Shelford FC                   |
| 2016/17 | Hardwick                            |
| 2017/18 | West Wratting                       |
| 2018/19 | Great Shelford FC                   |
| 2018/19 |                                     |